# Tomo Miličević
Tomislav Miličević (* 3. září 1979 Sarajevo) je americký herec a hudebník, který byl kytaristou skupiny 30 Seconds to Mars. Původem je Chorvat z Bosny, jeho starší sestra je herečka a modelka Ivana Miličević.
Hraje na kytaru, varhany a housle. Ve třech letech se přestěhoval s rodiči do USA – vyučil se kuchařem. Původně byl pouze fanouškem kapely.
Měl se stát profesionálním houslistou, předtím, než se přestěhoval do USA, si přál být vojákem a sloužit v armádě.